# John Canoe
Vous lisez un « bon article » labellisé en 2023.
John Canoe est un prince-marchand ahanta de Pokesu (actuel Princes Town), en Côte de l'Or (actuel Ghana), né vers 1660/70 et mort après 1725. Son nom est une version européanisée de Kɔne Kpole (Conny le Grand en akan) et d'autres variantes existent telles que « January Conny », « Jan Conny » et « John Konny ». On le surnomme également « roi de Prinze Terre », « Prussien Noir » ou « Prince nègre de Prusse » dans la littérature allemande.
D'abord « caboceer » (prince-marchand africain), il devient le chef de Pokesu puis roi (chef suprême) ahanta au début du XVIIIe siècle. C'est un allié du Brandebourg-Prusse à l'époque de la Côte-de-l'Or prussienne (1683–1720) qui agit en tant que marchand, courtier puis gouverneur des forts brandebourgeois. Entre le 25 décembre 1708 et le 15 novembre 1724, il prend le contrôle du fort Fredericksburg laissé à l'abandon par les Brandebourgeois. Il étend son contrôle local aux autres forts et comptoirs brandebourgeois, ce qui lui permet d'asseoir son influence commerciale sur le cap des Trois-Pointes.
Grâce à un important jeu d'alliances avec les États africains, en particulier le Royaume ashanti, il parvient à concentrer l'attractivité commerciale vers ses ports. Il devient l'un des plus importants marchands africains du XVIIIe siècle en Côte de l'Or et possède sa propre armée, si bien qu'il mène des attaques contre les forts anglais et néerlandais et parvient à déjouer plusieurs offensives à son encontre. En 1722, il trouve un accord avec les Néerlandais, dont les exigences le poussent à se rebeller. Il perd définitivement le contrôle de la forteresse en 1724.
Le sort de John Canoe est incertain, mais son héritage culturel est important. Des danses et un festival masqué, le Junkanoo, s'exportent avec les premiers esclaves akans dans les Caraïbes. Il fait également l'objet d'un intérêt de la propagande allemande de la fin du XIXe siècle.

## Biographie

### Variation des noms et surnoms
Les nombreux noms énumérés en lien avec John Canoe tirent leur origine de multiples déformations linguistiques européennes, à cause des occupations multiples de la Côte-de-l'Or au début du XVIIIe siècle. Plus fréquemment cité sous le nom John Canoe, grâce à la création d'un festival à ce nom, on peut également le retrouver sous les noms suivants : John Kenu, Johann Kuny, John Conrad, Johann Cuny, Jean Cunny, January Konny, Jean Conni ou John Conni. Comme de nombreux Africains nommés par les Européens, son nom trouve son origine dans une dénomination akan. Dans le cas de John Canoe, il est supposé que son nom se compose au moins de Kenu, un nom typique akan. Son allégeance brandebourgeoise lui vaut également des surnoms tels que : le roi de Prinze Terre, Prussien noir ou encore le Prince Noir de Prusse.

### Jeunesse

Représentation de deux Africains et d'un Européen par Otto Friedrich von der Groeben après son expédition au cap des Trois-Pointes.

La date de naissance de John Canoe n'est pas connue précisément et doit se situer entre 1660 et 1670 car il a probablement plus de cinquante ans lorsqu'il reçoit la lettre de reconnaissance du roi de Prusse en 1717. Il passe sa jeunesse dans la chefferie ahanta de Pokesu, renommée plus tard Princes Town en l'honneur du prince-électeur de Brandebourg, Frédéric Ier. Il est le neveu lointain du chef local, qui est alors sous protectorat de la Compagnie néerlandaise des Indes occidentales par l'intermédiaire du traité de Butre. En 1662, un navire prussien accoste au cap des Trois-Pointes et rencontre le chef de Pokesu, qui se plaint du non respect du traité selon sa perception. En effet, le traité prévoit l'établissement de structures militaires permettant d'assurer la protection des territoires ahantas, mais seul le fort Batenstein est construit, laissant les chefferies du cap des Trois-Pointes en proie aux attaques des petits États africains voisins de Wassa et d'Apollonia. Les Prussiens offrent à leur tour une alliance similaire que le chef refuse, mais il leur concède un droit de passage.
Aucun texte ne permet de déterminer si John Canoe reçoit une quelconque formation, cependant il est établi qu'il parle de nombreuses langues. Il parle plusieurs dialectes de la langue akan tels que le twi et le fanti. Il connaît également l'anglais, le néerlandais et probablement l'allemand. Il est en mesure de lire et répondre au moins en néerlandais, comme en témoignent plusieurs courriers échangés avec Willem Bosman, et en allemand d'après ses échanges avec Nicholas Dubois. Cependant, il se contente d'apposer une marque stylistique en guise de signature, plutôt qu'un nom.

### Princede juredes Brandebourgeois

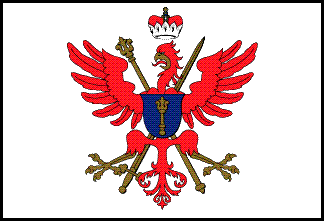
Drapeau de la Compagnie brandebourgeoise d'Afrique.

Le contexte diplomatique en Côte-de-l'Or permet à une nouvelle classe sociale intermédiaire d'apparaître au sein des communautés africaines. Ces marchands, nommés caboceers, se chargent de faciliter le commerce entre les compagnies européennes et les royaumes intérieurs d'où proviennent la majorité des marchandises échangées : poivre, or, ivoire et surtout esclaves.
Le 4 février 1685, des caboceers réfugiés de Takoradi rejoignent Pokesu et soutiennent la signature d'un traité de protectorat avec les Brandebourgeois. Kɔne Kpole (Conny le Grand), dont le nom européanisé est John Canoe, devient l'intermédiaire privilégié des Prussiens pour l'extension de leur influence commerciale. Le fonctionnement de la Compagnie brandebourgeoise africaine est une anomalie comparée aux autres Compagnies car elle délègue la plupart de ses missions commerciales aux chefferies locales. Par exemple, à Axim, le traité signé par la Compagnie confie la juridiction à trois marchands africains plutôt qu'à des représentants brandebourgeois. Pour les marchands africains, l'alternative commerciale brandebourgeoise permet de renégocier les prix des marchandises à leur avantage.
En effet, le 16 mai 1682, Otto Friedrich von der Groeben lance une expédition coloniale et s'arrête au cap des Trois-Pointes. Le 5 janvier 1683, le traité est renouvelé et la construction du fort Fredericksburg débute. Cependant, la fièvre sévit parmi les Brandebourgeois et ceux-ci font appel à l'aide des chefferies locales. Trois forts brandebourgeois sont construits à la fin du XVIIe siècle. John Canoe assiste et contribue probablement à la construction du fort Fredericksburg.

#### Prise de contrôle du fort Fredericksburg

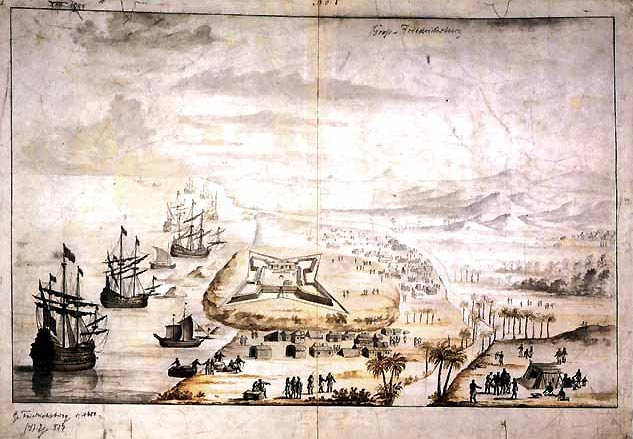
Le fort Fredericksburg en 1688.

En 1706, la Compagnie néerlandaise des Indes occidentales redouble d'efforts dans sa guerre de Komenda sur le territoire de John Canoe et tente de forcer le passage par le cap des Trois-Pointes, où la présence brandebourgeoise est faible, afin de déjouer le blocus britannique. En 1708, John Canoe devient chef suprême des Ahantas et noue une alliance militaire avec les Fantis, sous juridiction néerlandaise, pour contrer les exactions de ces derniers en bloquant ou freinant les accès fluviaux. Cependant, l'implication prussienne diminue progressivement car la guerre de Komenda réduit la captation d'esclaves en provenance des territoires intérieurs et diminue l'attractivité de la région pour la Compagnie brandebourgeoise d'Afrique. Vers 1710, John Canoe s'est enrichi grâce au commerce et est à la tête d'une petite flotte de canoës. Il est parvenu à mettre en place des alliances dans la région qui consolident sa position et ses relations avec les Wassa (anciennement ennemis) et les Ashantis.
En 1711, les rapports britanniques et néerlandais signalent que John Canoe dirige une révolte au fort Fredericksburg contre le despotisme du général De Lange. Il s'oppose à la réinstallation de tout gouverneur et dirige les trois possessions brandebourgeoises : Akwida, Takrema et Pokesu. L'expansion de son influence coïncide avec le déclin de celle de la Compagnie brandebourgeoise d'Afrique à cause de l'implication de la Prusse au sein de la guerre de succession espagnole.
L'historien Ulrich van der Heyden indique que cette altercation aurait impliqué les Brandebourgeois qui occupent encore le fort. Le directeur général, Jan de Visser, est jeté à la mer. La responsabilité retombe sur John Canoe. D'après J. A. de Marrée, il n'aurait pas directement participé à l'altercation sous cette forme. Selon lui, il aurait en réalité accosté un navire, tué ses occupants et volé les armes et canons avec lesquels il assiège le fort Fredericksburg. Ces canons rejoignent plus tard le mur de protection qu'il fait construire autour de Princes Town et dont les traces sont encore visibles. Cependant, Ulrich van der Heyden souligne que plusieurs points sont inexacts et de l'ordre du mythe. L'altercation avec Axim qu'évoque J. A. de Marrée comme point de départ est avérée et provoque fin 1711 le siège du fort Fredericksburg et son directeur général aurait alors démissionné, laissant la charge de la défense au chef local, John Canoe,.
Après ces événements, John Canoe devient gouverneur de jure, si bien qu'il est surnommé le roi de Prinze Terre. En tant qu'agent au service de la Prusse, c'est un allié des plus efficace, réussissant à rediriger le commerce vers l'un des forts qu'il occupe, au point que les revenus des forts hollandais d'Axim, de Butre et de Sekondi diminuent. Plus de 95 navires sont enregistrés comme ayant fait du commerce avec fort Fredericksburg entre 1711 et 1713,. Ce contrôle local lui permet d'asseoir son influence commerciale sur le cap des Trois-Pointes. Il devient l'un des plus importants marchands africains du XVIIIe siècle au Ghana. John Canoe, John Kabes, Thomas Ewusi et un quatrième marchand possèdent chacun une armée privée et une part importante du commerce (et donc aussi de la traite des esclaves) avec les Européens sur la Côte-de-l'Or,,,.

#### Attaque anglo-néerlandaise
Depuis le début du XVIIIe siècle, les marchands redirigent une partie de leur commerce vers fort Fredericksburg pour profiter de taxations plus faibles, de prix favorables ou éviter certaines nouvelles réglementations. Les percenters, des navires marchands soumis à une nouvelle taxe britannique de 10 % sur les ventes, sont notamment nombreux à accoster au cap des Trois-Pointes. De plus, les tensions et les difficultés que les Néerlandais et les Britanniques ont à rejoindre le marché des territoires intérieurs renforcent la menace commerciale du cap des Trois-Pointes qui a des facilités diplomatiques pour maintenir un approvisionnement de marchandises. Grâce aux alliances que John Canoe forme avec les États africains intérieurs, il parvient à sécuriser une puissance économique et politique qui amène les Britanniques et les Néerlandais à lancer une attaque conjointe contre lui.
Afin de justifier leur attaque, ils tirent profit d'un conflit entre John Canoe et un autre marchand africain, Appre, situé à Axim. L'origine de cette querelle est une femme nommée Adjeiba qu'Appre considère comme son esclave mais que John Canoe désigne comme sa femme. Le marchand d'Appre prend les armes avec l'appui des Néerlandais et attaque Pokesu. Mais l'attaque est repoussée par l'armée et la petite flotte de John Canoe. Craignant que cette défaite ne se transforme en conquête du territoire situé entre Axim et Takoradi, les Néerlandais et les Britanniques organisent une attaque afin de « repousser l'attitude insolente du Nègre et soumettre Konny à la paix ». Cette ingérence européenne dans un conflit local élargit la guerre et implique d'autres États comme Ashanti et Wassa. En conséquence, l'attaque combinée échoue à son tour.
L'échec de cette attaque a des conséquences importantes. Elle confirme l'influence et la puissance croissantes de John Canoe ainsi que sa capacité à menacer et entraver les actions des compagnies néerlandaises et britanniques. Elle a également un impact au sein des États africains car, jusqu'alors, les différentes compagnies commerciales européennes tendaient à s'entre-attaquer, capturant par alternance leurs forts. Le fait qu'elles joignent leurs forces contre un chef africain n'avait jusqu'alors pas été observé. Cette victoire constitue un moment important du mythe construit autour de John Canoe.

#### Expansion de l'influence

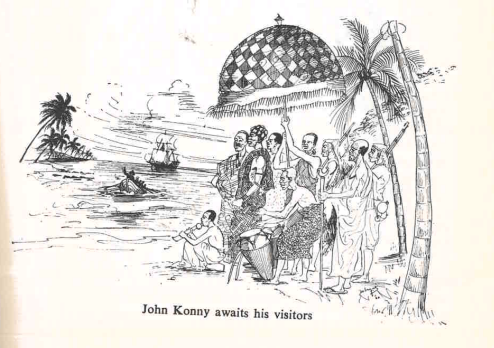
Représentation d'un moment décrit par Atkins, durant lequel John Canoe accueille une délégation britannique en grande pompe.

En 1712, en réponse à la menace d'une nouvelle offensive combinée, la compagnie brandebourgeoise d'Afrique envoie un émissaire, Nicholas Dubois, qui tente de convaincre John Canoe de considérer un traité de paix, ce que ce dernier refuse. Le 23 janvier 1712, il informe Dubois qu'il a déjà repoussé une première invasion des Hollandais et des Anglais, appuyés par leurs alliés africains respectifs. Durant cette période, le chef ahanta parvient à obtenir le soutien des Aosin, Twifo et même des Wassa qui sont originellement d'anciens ennemis. Il parvient à agir sur la balance des pouvoirs des politiques intérieures de la Côte-de-l'Or. La rapidité avec laquelle John Canoe étend son influence s'explique par ce soutien très étendu au sein des chefferies externes aux Ahantas. En octobre 1712, Nicholas Dubois signe toutefois une paix avec les deux compagnies, sans en avertir John Canoe, dans laquelle les termes prévoient un dommage de guerre d'une valeur de 640 livres. Lorsque la somme lui est réclamée, John Canoe se contente de refuser de payer.
Malgré cela, la paix s'installe. John Canoe multiplie les missions diplomatiques afin de nouer de nouvelles alliances avec des chefferies de l'intérieur des terres, auxquelles il fournit des armes à feu et de la poudre à canon. Cependant, en 1714 et 1715, plusieurs émissaires et proches de John Canoe sont tués dans les forts néerlandais et britanniques. D'abord, à Butre, en 1714, un homme nommé Obin est assassiné et John Canoe intervient afin d'obtenir des compensations, notamment pour la famille du défunt. Les Néerlandais accèdent à sa demande, dans l'espoir que cette facilitation permette d'adoucir la diplomatie et influencer le roi. Mais un conflit judiciaire ultérieur souligne le caractère indépendant de John Canoe, qui applique les lois africaines et réinterprète les accords européens selon celles-ci.
En effet, en 1717, lorsque deux esclaves de John se réfugient à Axim en territoire néerlandais, les Néerlandais acceptent de les restituer en contrepartie d'une portion des indemnités de guerre prévues par la paix de 1712. John Canoe juge que cette demande constitue une grave insulte à l'égard de son rang de chef suprême. Il organise en représailles plusieurs attaques à Elmina, assiège le fort d'Axim dont la garnison ahanta finit par se rebeller et rejoindre John Canoe. Afin de s'assurer une protection contre les Anglais, il donne aux Ashantis l'exclusivité commerciale sur les marchandises militaires provenant d'Europe, s'assurant un maintien de l'accès aux voies navigables par la rivière. La situation retrouve une accalmie éphémère avec le départ de l'émissaire Nicholas Dubois qui précise dans son journal qu'il laisse, en toute confiance, les forts aux mains de John Canoe.
Frédéric Ier confie officiellement la défense du fort Fredericksburg par lettre en date du 30 septembre 1717 à John Canoe. En 1717, les Brandebourgeois quittent donc définitivement la Côte-de-l'Or.

### Départ des Brandebourgeois

#### Vente des possessions

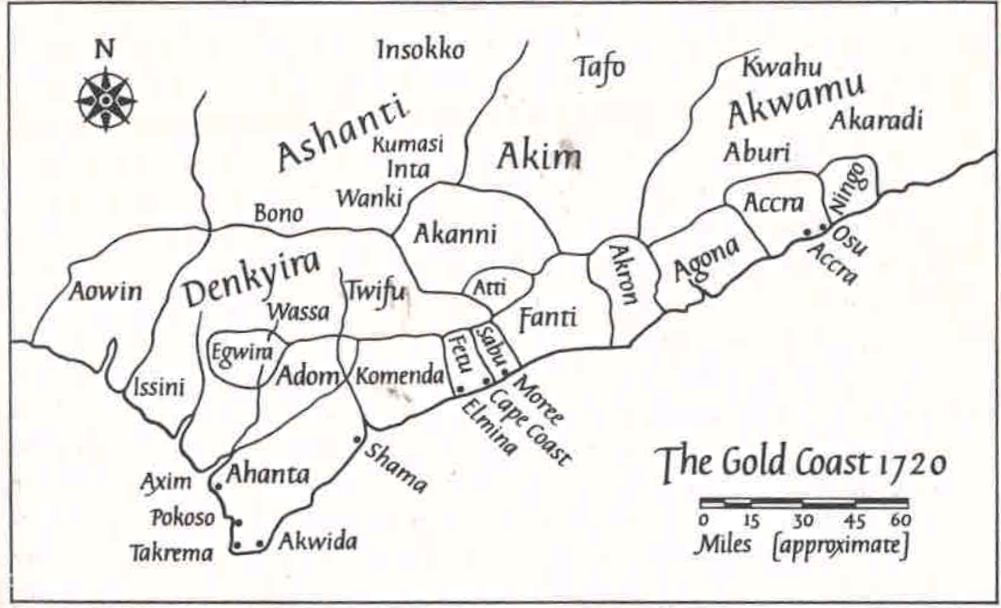
Situation de la Côte-de-l'Or à la suite du départ des Brandebourgeois.

Conjointement au courrier officiel, le roi Frédéric Ier signe avec les Néerlandais une option de vente sur ses possessions sans en informer John Canoe,. Malgré cela, John reste un intermédiaire des Brandebourgeois. Grâce à l'annexion des garnisons des forts que les Britanniques et Néerlandais (Dixcove, Axim, Butre, Elmina) n'ont pas su défendre des raids, John Canoe se trouve à la tête d'une petite armée personnelle. Il possède un important stock de mousquets et de canons avec lesquels il repousse plusieurs attaques néerlandaises. Il aurait commandé à cette époque une armée de 20 000 hommes. Parallèlement à cela, une trêve est établie entre Prussiens et Néerlandais qui prévoit, comme en 1712, le remboursement des pertes. Cependant, lorsque les Néerlandais se présentent, John Canoe leur refuse l'accès au fort Fredericksburg, comme en témoigne un émissaire contemporain français : 
Jean Connain […] n'a pas connaissance qu'un tel accord ait été conclu entre ces parties et […] si le roi de Prusse n'a pas l'intention de préserver son fort, il n'est dès lors plus soumis à ses ordres et aux faveurs qu'il devrait à quiconque, considérant qu'il ne possède pas cette terre.

#### Recherche d'un nouveau partenaire européen
Dès que cette information est portée à sa connaissance, John Canoe ne s'estime plus lié aux Brandebourgeois et entame des démarches auprès des Français à qui il se dit prêt à offrir ses services. Cette approche reste sans suite, mais représente une menace importante aux yeux des Néerlandais et des Britanniques. Ce sont les Néerlandais, directement lésés, qui engagent des préparatifs pour une attaque future. En 1717, l'absence de soutien des États africains ne leur permet pas d'envisager une attaque par la terre. Ils envoient trois navires militaires avec pour objectif d'incendier la ville afin de démoraliser les troupes de John Canoe. Cependant, ce dernier anticipe l'attaque et tend une embuscade au lieu d'accostage des troupes, tuant 37 soldats sur la plage. À la suite de cette attaque, John Canoe améliore les structures défensives de Pokesu et construit notamment un mur fortifié supplémentaire.
Cette défaite pousse les Néerlandais à changer de politique afin de convaincre John Canoe de devenir leur partenaire. Cependant, ce dernier préfère envisager d'autres candidats. En 1718, des rumeurs circulent sur un transfert de possession en cours avec les Portugais du Brésil, ce qui pousse les Néerlandais à envisager une nouvelle offensive.

### Chute du «fort Konny»

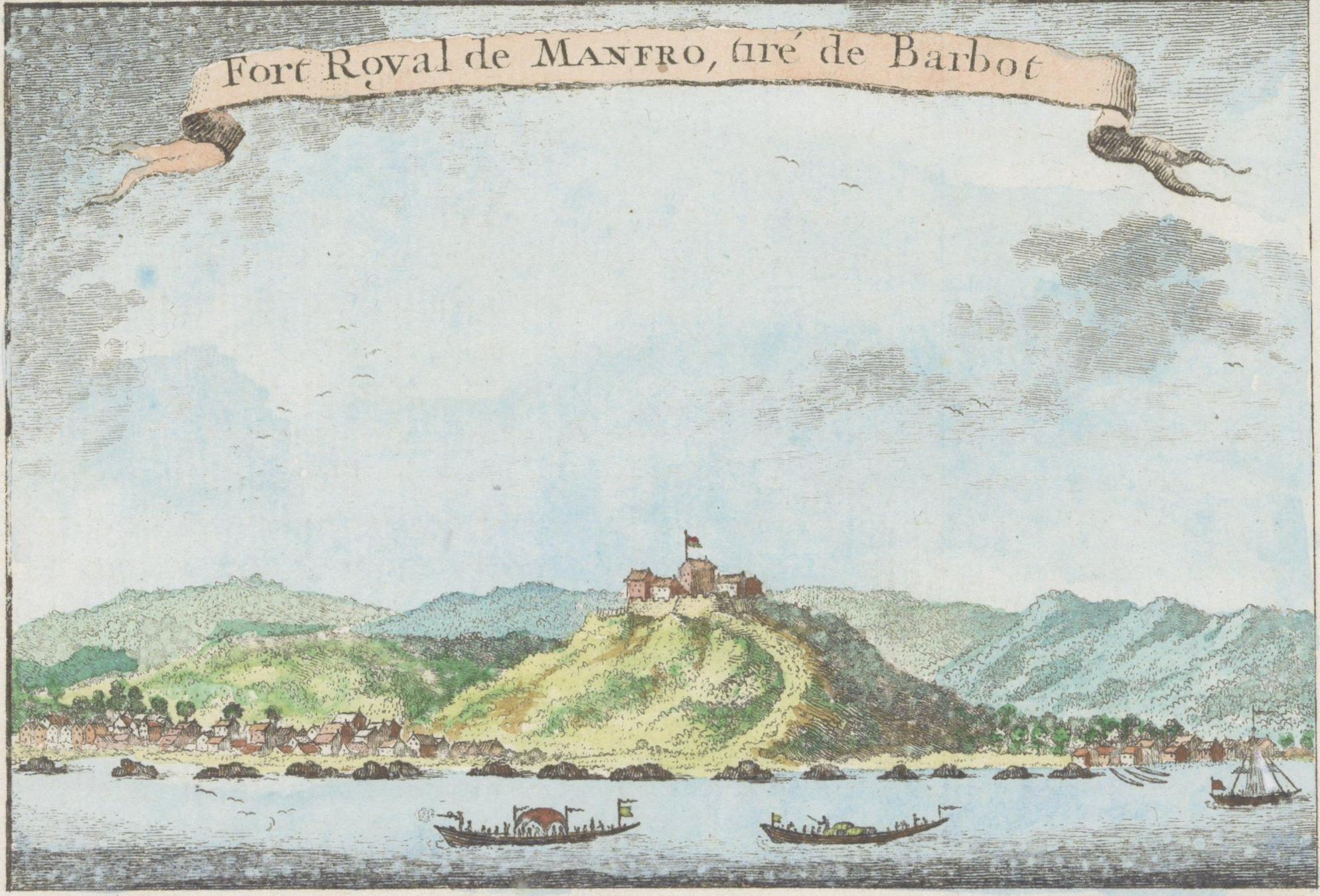
Dessin de 1747 colorisé en 1768 du fort Royal de Manfro, l'un des noms du fort Fredericksburg. Vue sur la ville.

L'influence de John Canoe (Konny en allemand) est telle que le fort Fredericksburg est régulièrement nommé « fort Konny ». Sa puissance économique et politique représente une épine dans le pied néerlandais. Afin de réduire l'attractivité commerciale et rediriger les navires européens vers le fort Fredericksburg, John Canoe ouvre son port à tout drapeau, incluant la piraterie. Il soutient durant deux ans sa lutte contre les bases néerlandaises et britanniques voisines. En 1718, il inflige une nouvelle défaite aux Hollandais en défendant le fort. Au cours de cette guerre, il attaque une nouvelle fois le poste de traite britannique voisin, fort Metal Cross à Dixcove, qui est gravement endommagé. Au cours de ces événements, il apporte un soutien à son armée privée (guerriers des Ashantis et Wassa), mais également à la population ahanta et aux marchands locaux pour lutter contre le monopole commercial des comptoirs néerlandais et britanniques,,.
Toutefois, l'influence de John Canoe diminue progressivement. Le financement britannique des pirates dans le golfe de Guinée se retourne contre lui. Le cap des Trois-Pointes perd son attrait commercial et son approvisionnement, les chefferies alliées se tournent vers les compagnies européennes pour obtenir des mousquets, si bien que John Canoe perd également leur soutien et subit des attaques de leur part,.
En 1722, les Néerlandais signent un accord avec la compagnie brandebourgeoise d'Afrique incluant John Canoe qui signe de sa marque, supposant qu'ils envisagent de traiter avec lui différemment. Il y est convenu que le marchand renonce au contrôle des trois forts à l'exception de son pouvoir de chef suprême. En échange, il doit être crédité d'une part des marchandises et recevoir une allocation mensuelle pour ses services aux Hollandais. Il accepte initialement ces termes, mais son influence politique et commerciale en est réduite. De plus, par cet accord, les Néerlandais refusent qu'il commerce avec des navires interdits en territoire néerlandais, tout comme ils lui refusent le droit de prélever un péage sur les eaux.
Deux ans plus tard, John Canoe se rebelle et rompt le traité, mais ses défenses ne tiennent pas face aux nouveaux équipements militaires de la garnison néerlandaise. Le 15 novembre 1724, il perd le contrôle du fort.
John Canoe est vaincu par les troupes fanti dirigées par un Asafo. Après la prise de Princes Town, John Canoe disparait des registres, s'échappant peut-être à Kumasi, la capitale de ses alliés ashantis. Selon Pierluigi Valesecchi, il rejoint d'autres alliés, les Azanes, et établit une position fortifiée sur une île de la rivière Ankobra. Un traité de paix est signé en juillet 1725 avec la Compagnie néerlandaise des Indes occidentales. Cependant, John Canoe reste dans sa position fortifiée et la paix ne dure que quelques mois. Le 20 février 1726, sa position est attaquée par le chef Akpole, d'Axim, avec le soutien du chef d'Egila. Il aurait alors cherché refuge chez les Fanti, puis finalement à Kumasi.

### Personnalité
Selon Kwame Yeboah Daaku, les actions de John Canoe témoignent d'un personnage au caractère fort. En effet, il ignore les menaces des Néerlandais et les défie lors d'un affrontement conjoint avec les Britanniques en 1711. Il manie une forme de tactique d'épuisement commercial en entravant systématiquement les projets néerlandais grâce à ses relations avec les territoires intérieurs.
Les deux principales forces de John Canoe en tant que dirigeant lui permettent de se défaire de ses ennemis. Ses compétences diplomatiques sont particulièrement soulignées, tout comme sa maîtrise du terrain qui lui permet de remporter des conflits militaires par l'embuscade ou l'exploitation et l'amélioration des fortifications européennes.
John Canoe se révèle très ferme dans sa gestion des affaires internes. En 1715, lorsque des différends internes émergent au sein du fort Fredericksburg, il n'hésite pas à emprisonner l'ensemble des fauteurs de troubles, qu'ils soient Européens ou Africains, ce qui déplait aux Brandebourgeois.

## Contexte diplomatique

### Contexte de la Côte-de-l'Or
À la fin du XVIIe siècle, la Côte de l'Or comporte une très forte concentration de comptoirs coloniaux et de forts établis par les Européens de pays différents : Côte-de-l'Or néerlandaise, Côte-de-l'Or britannique et Côte-de-l'Or danoise. Les autorités portugaises et suédoises en sont chassées, mais leurs marchands passent toujours sur la côte pour commercer. La compétition que se livrent les compagnies britannique et néerlandaise se traduit par des interactions avec les petits États de la côte qui ont d'importantes conséquences politiques. Certains États sont absorbés et provoquent l'émergence de royaumes intérieurs tels que ceux de Denkyira, d'Ashanti, d'Akyems ou d'Akwamu. Quant aux petits États côtiers, ils gagnent en influence grâce à l'apport du commerce européen.
À l'ouest du cap des Trois-Pointes, le royaume Apollonia émerge sous l'influence britannique, tandis qu'à l'ouest, le royaume Fanti tend à se consolider sous l'influence néerlandaise. Cependant, ils subissent de nombreux conflits internes, soutenus et armés par les compagnies européennes. Ces conflits visent à sécuriser les accès commerciaux vers l'intérieur des terres depuis une position côtière fortifiée. Ce contexte provoque également l'émergence d'une forme de piraterie qui pousse les trois chefferies ahantas situées au cap des Trois-Pointes à se fédérer et s'associer à la Compagnie brandebourgeoise d'Afrique qui établit ses premiers comptoirs commerciaux.

### Maîtrise du terrain diplomatique

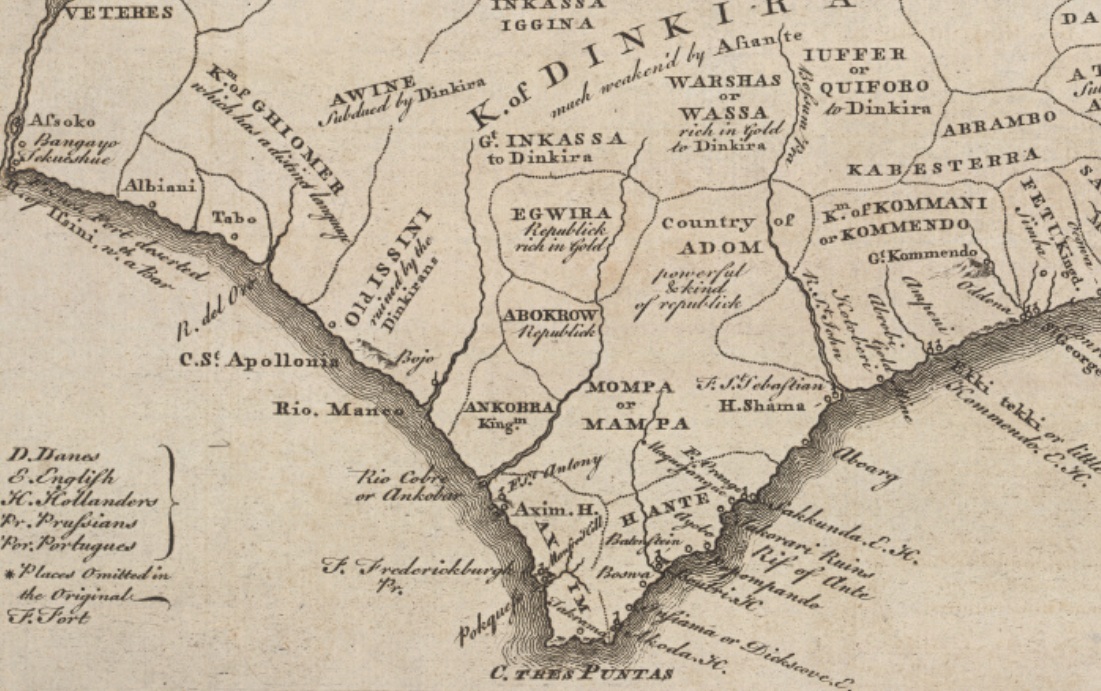
Situation des États africains à proximité du cap des Trois-Pointes en 1729.

La diplomatie et les alliances nouées entre John Canoe et différents États africains constituent le moteur principal de son expansion ainsi que de sa chute. À partir de 1717, l'alliance formée avec les Wassa commence à se désagréger à cause du partage inéquitable des montants entre John Canoe et Intwan, le chef Wassa. Cependant, ce différend ne devient pas un conflit ouvert car les troupes wassa rejoignent les troupes ashantis contre les Aowin. Durant ce conflit, la peur d'une attaque opportuniste de John Canoe pour capturer Wassa avec des mercenaires twi pousse le général ashanti Amankwatia à cantonner dans le voisinage de l'Ankobra.
Ce revirement dans le jeu des alliances donne aux Néerlandais l'espoir que le problème Jan Konny se résoudrait entre Africains. Cependant, John Canoe saisit l'opportunité pour régler le conflit avec le chef wassa et clarifier les malentendus, ce qui renforce beaucoup les relations avec Opokou Ware, le roi ashanti. La résolution de ce conflit permet également de régler un différend avec plusieurs chefferies sous juridiction néerlandaise, assurant à John Canoe un appui local.
John Canoe obtient également un important soutien des marchands ashantis, qui intercèdent probablement en sa faveur auprès du roi ashanti lors d'un conflit ultérieur afin d'empêcher ce dernier de conquérir le territoire de John Canoe et de mener une guerre qui nuirait fortement aux profits générés à Axim. En effet, jusqu'à la fin de son occupation du territoire, la politique tarifaire au cap des Trois-Pointes permet de réduire les prix de 20 % et John Canoe fait régulièrement parvenir des émissaires afin de préserver son alliance. En 1723, il envoie des maçons, charpentiers et forgerons afin d'aider le roi ashanti à construire un palais de style européen.

## Histoire et mémoire

### Réalité historique et mythe
L'histoire de John Canoe s'est érigée en légende et est exploitée à des fins de propagande dès le XIXe siècle. Les sources inexploitées parlant de John Canoe sont nombreuses, et les historiens du XXIe siècle cherchent à dégager la réalité historique du mythe. Pour Ulrich Van der Heyden, l'attitude favorable aux Prussiens ne doit pas être considérée comme un signe d'allégeance ou de fidélité au roi de Prusse, mais plutôt comme une réinterprétation légale africaine du traité établi entre John Canoe, en tant que chef ahanta, et les Prussiens. Sur la base de ce contrat, ils peuvent disposer d'un accès commercial et d'une construction sans pour autant être propriétaires du territoire,.
L'histoire de la défense de la forteresse est déformée à des fins de propagande au XIXe siècle par les adeptes d'un engagement colonial allemand et utilisée à leurs propres fins[Lesquelles ?]. L'histoire de John Canoe s'est aujourd'hui répandue dans différentes parties des Caraïbes et le Fancy Dress Festival (en) du Ghana est probablement fondé sur l'histoire de John Canoe.
La tradition orale raconte également que John Canoe a amassé une telle fortune qu'il lui a suffi de la disperser durant sa fuite pour gagner du temps sur ses poursuivants, trop occupés à ramasser les pièces. Une autre légende raconte qu'il aurait dissimulé un coffre rempli d'or dans un lac à proximité du fort Fredericksburg.

### John Canoe Festival

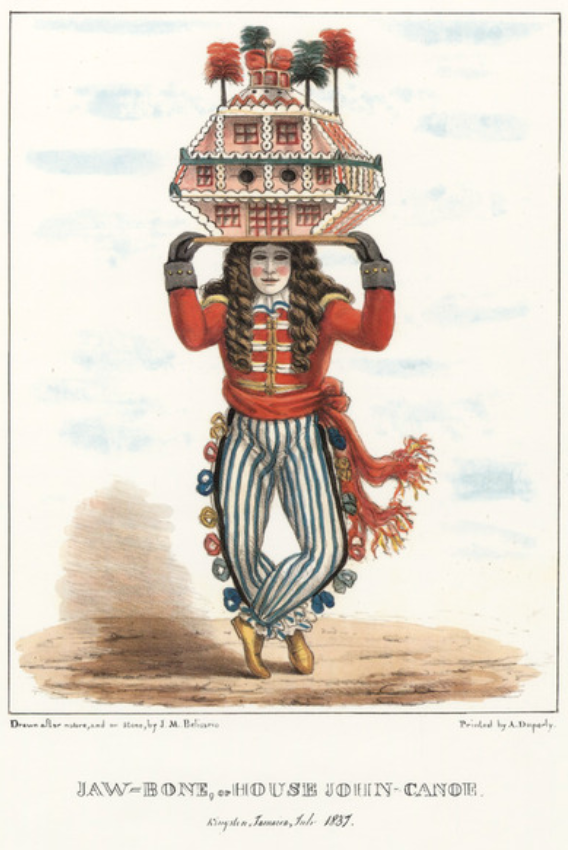
Costume traditionnel de John Canoe, avec un bateau maison comme chapeau en 1837.

#### Un festival jamaïcain
En Jamaïque, le John Canoe Festival ou Jonkonnu est un cortège masqué qui tire son origine de traditions folkloriques africaines et européennes. Il se déroule durant la période de Noël et permet aux esclaves de s'affranchir de leur devoir, avec l'assentiment de leurs maîtres. Selon la tradition du festival, John Canoe est le chef d'une troupe de danseurs masqués qui festoient durant la période de Noël lorsque l'esclavage est encore pratiqué en Jamaïque. Il porte une tenue élaborée avec une coiffe cornue et un pagne avec des queues de vaches. Le personnage de John Canoe dirige le cortège aux côtés de tambours, flûtes et danseurs. Sa propre danse est très acrobatique car il est supposé inspirer la peur :
Les John Canoe sont habillés par les riches Noirs qui, ensuite, se redistribuent l'argent collecté lors de la représentation tout en réservant une part aux acteurs.  
Cependant, l'opposition de l'Église durant le XIXe siècle met à mal la coutume en la considérant païenne, rétrograde et immorale. Dans certaines villes, le festival est banni. Cette dégradation altère la signification du festival ainsi que de John Canoe qui devient un personnage comique au point de devenir une expression jamaïcaine lorsqu'un individu est euphorique,.
Aujourd'hui, le Junkanoo, le nom renouvelé du festival, est également un genre musical bahaméen pratiqué notamment par les Baha Men.

#### Un festival d'origine africaine

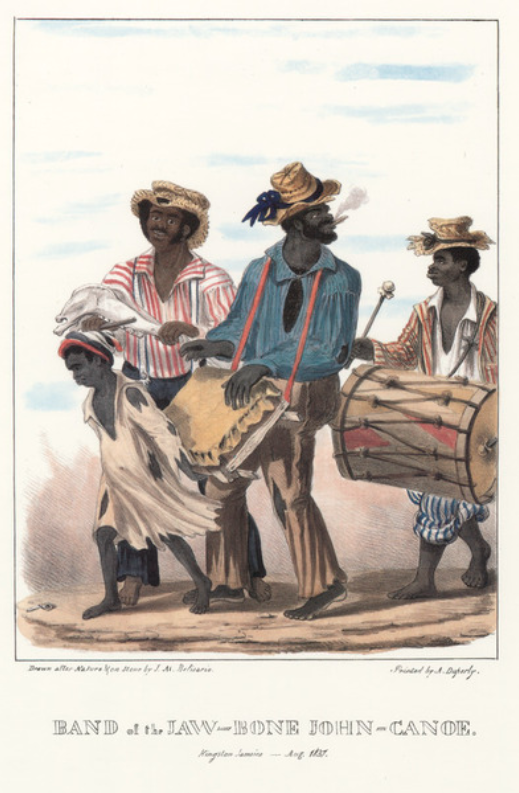
Illustration du cortège du John Canoe en 1837.

Selon Edward Long, un propriétaire d'esclaves et historien jamaïcain du XVIIIe siècle, le festival John Canoe est créé dans les Caraïbes par les Akans qui soutiennent John Canoe à Fredericksburg. À la suite de sa défaite, ils sont réduits en esclavage et déportés dans les Caraïbes. Le festival arbore des motifs martiaux typiques de la culture akan. L'épéiste ashanti est devenu « l'homme à tête cornue » ; le commandant Ashanti est devenu «  Pitchy Patchy (en) » qui porte également une tenue de combat avec ce qui ressemblerait à des charmes, appelés « batakari »,.

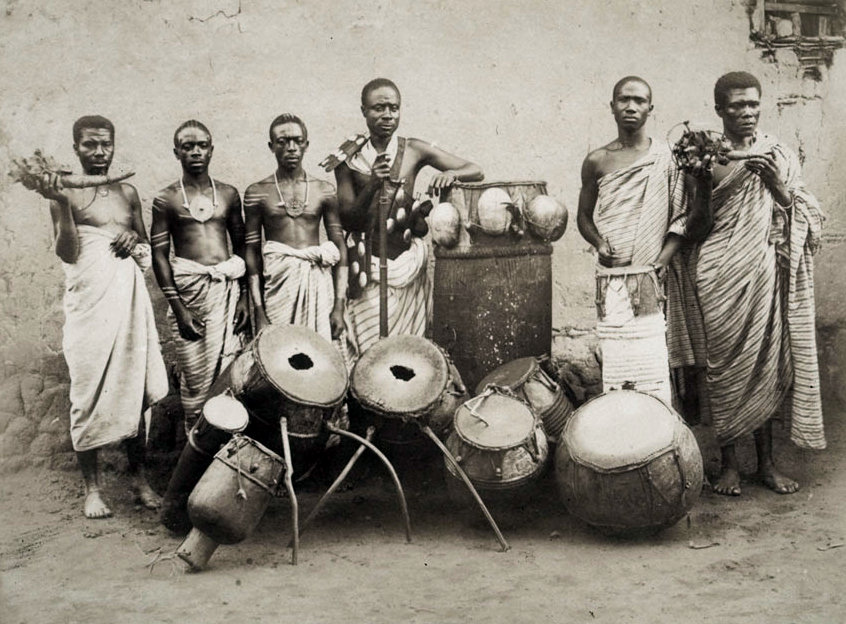
Orchestre de tambours, vers 1890, du chef Abetifi.

 La connexion du festival à l'Afrique met en lumière des célébrations, principalement originaires de Côte de l'Or, pratiquées par les esclaves qui arborent des symboles parmi lesquels le Connús. Dès 1769, ces masques accompagnent les célébrations afin d'incarner des personnalités traditionnelles. Ceci implique que les premiers esclaves importés en grand nombre, les Akim, sont à l'origine de l'introduction de ces danses au milieu du XVIIIe siècle et que le terme de John Canoe les accompagne déjà alors. L'utilisation de grands tambours est directement lié aux tambours akans (en) utilisés pour les célébrations, les rituels ou la démonstration de puissance au sein des États akans. 

### Littérature allemande

#### Deux romans

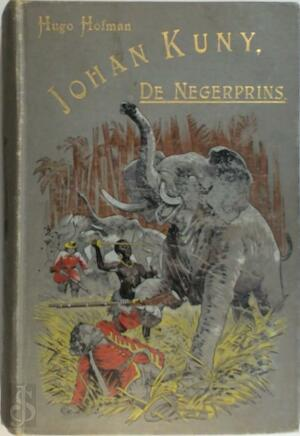
Couverture du roman de Hugo Hofman Johan Kuny, de Negerprins (Johan Kuny, le prince noir).

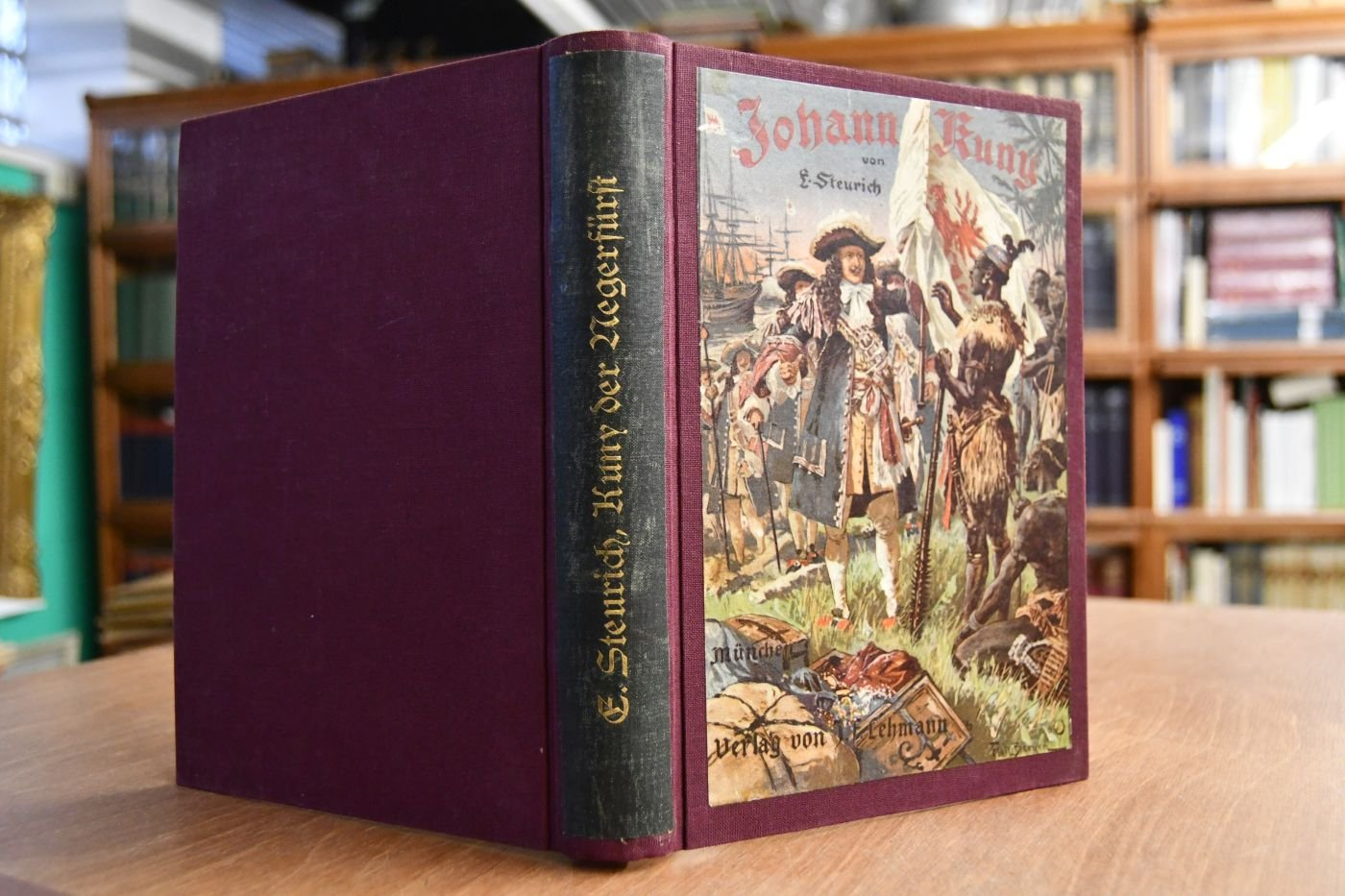
Couverture du roman Johann Kuny, de erste brandenburgische-preussiche Negerfürst.

John Canoe est l'objet de deux romans allemands datant de la fin du XIXe siècle et début du XXe siècle : Johann Kuny, der erste branderburgish preussiche Negerfürst (Johann Kuny, le premier prince des Nègres prusso-brandebourgeois) et Johan Kuny, de Negerprins (Johan Kuny, le prince nègre). Dans ces livres, le refus de John Canoe de céder son fort aux Néerlandais est réinterprété comme un signe de loyauté extrême envers le roi de Prusse. Ainsi, il est associé de façon anachronique aux soldats askaris loyaux de la propagande coloniale allemande. Ces romans s'accompagnent de discours stéréotypiques de supériorité raciale.
La légende du Prince Noir perdure jusqu'au milieu des années 1930 où elle est exploitée par les nazis à des fins de propagande. Ils envoient une expédition dans les ruines du fort.

#### Heiden vor Afrika
Une pièce de théâtre écrite par Palan Karani à Leipzig, en 1930, est directement inspirée de l'histoire de John Canoe. L'intérêt de Palan Karani pour le personnage de John Canoe est le fruit de ses lectures et de la propagande colonialiste de la fin du XIXe siècle. La pièce situe l'action en 1719 et se construit en sept tableaux. D'un côté se trouve John Canoe, nommé dans la pièce Commandeur de la forteresse Grossfriedrichsburg, de l'autre ses adversaires blancs hollandais dont une femme nommée Anja. Les tableaux dressent le portrait d'un homme charismatique, fin stratège, qui finit par être séduit et trompé par une femme blanche, provoquant sa perte.